# École de commerce

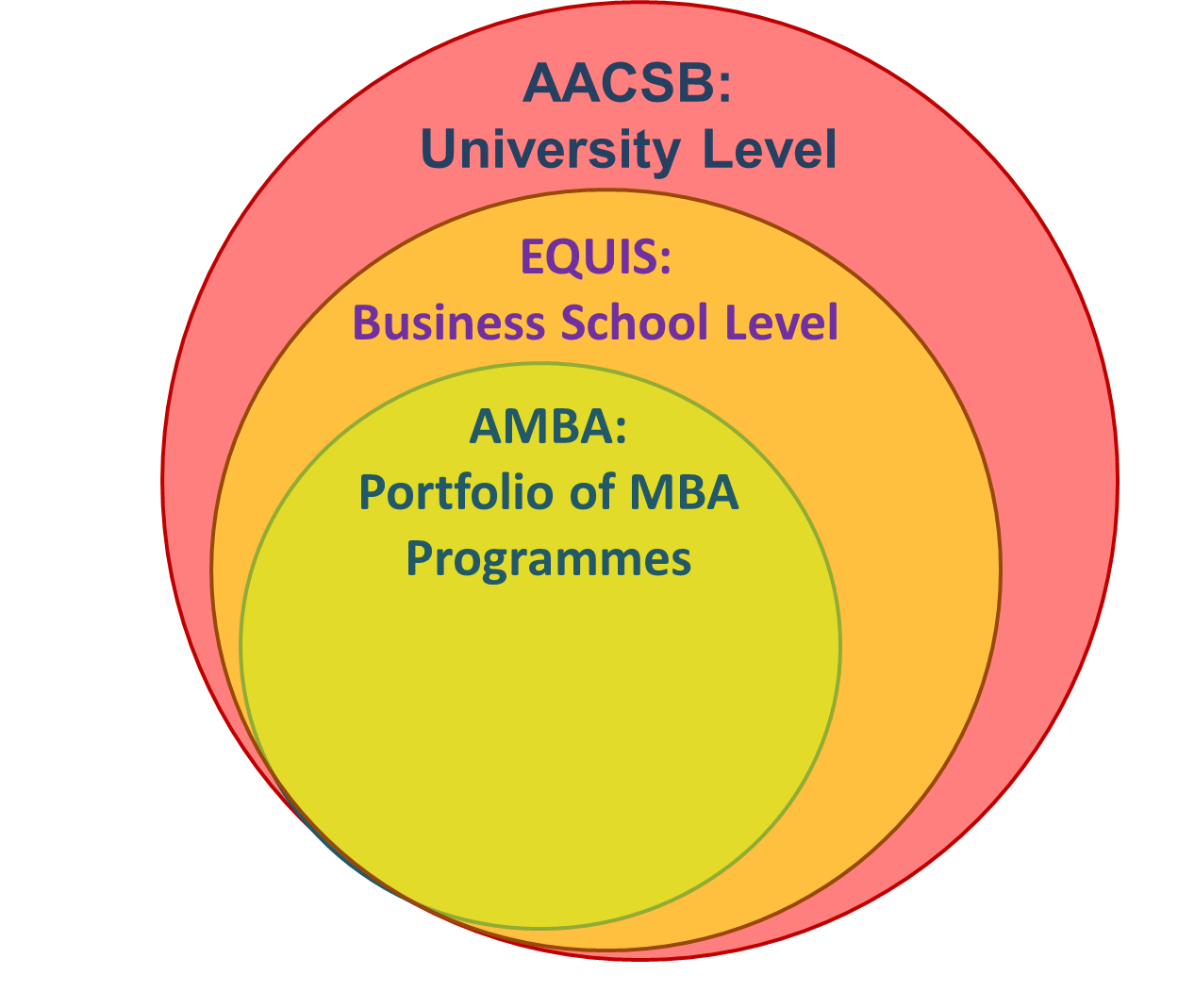
Schéma représentant la triple accréditation des écoles de commerce.

Une école de commerce (business school en anglais) est un établissement d’enseignement supérieur spécialisé dans le commerce et le management. L'expression désigne initialement les écoles qui enseignent les matières et techniques liées au monde des affaires ou de l’entreprise: stratégie, gestion, finances, comptabilité, logistique, marketing, communication, ressources humaines, etc.
Aux États-Unis, ces écoles sont souvent des facultés, des collèges ou des écoles dépendant d’une université. La première, Wharton School de l’université de Pennsylvanie à Philadelphie, fut fondée en 1881. En Amérique du Nord, business school s’entend donc comme un établissement universitaire délivrant un Master of Business Administration (ou MBA) ou un diplôme équivalent.
En Europe, les termes équivalents (comme écoles de commerce pour la France) ne sont pas aussi précis. Ils peuvent aussi désigner des écoles ne délivrant que de diplômes de niveau bac+2. De plus, certaines universités européennes proposent également des diplômes de gestion d’entreprise. Le terme anglais a donc eu tendance à se généraliser en Europe puis en Asie aux établissements délivrant uniquement un enseignement de management et de gestion des entreprises du niveau équivalent au bac + 4/5 en France mais ne l'étant pas car non reconnu comme tel par l'État, par les professeurs d'université et par les experts titulaires de Master universitaires. Pour cela, les écoles de commerce peuvent être poursuivies en justice pour usurpation.

## Histoire
Les premières écoles de commerce sont apparues en Europe au dix-huitième siècle et se sont multipliées dès le début du dix-neuvième siècle. L’une des premières d’entre elles est l’École de commerce de Lisbonne, fondée en 1759.
Comme le souligne l’universitaire français Adrien Jean-Guy Passant, la doyenne mondiale des écoles de commerce encore en activité est, à ce jour, ESCP Business School, fondée à Paris en octobre 1819, sous le nom d’École spéciale de commerce et d’industrie, suivie par l’école de commerce de l’Università Ca’Foscari en Italie qui fut ouverte en août 1868 sous le nom d’École supérieure de commerce de Venise.
Si, en Europe, les écoles de commerce sont généralement reconnues comme les premiers établissements d’enseignement à avoir enseigné le commerce, ce sont toutefois les écoles d’ingénieurs qui, au tout début du dix-neuvième siècle, ont dispensé un enseignement commercial de niveau supérieur, notamment au sein de l’École polytechnique de Prague (dès 1806) et de l’École polytechnique de Vienne (dès 1815).

### Chronologie
- 1759 : Fondation de l’École de commerce de Lisbonne, fondé par le Marquis de Pombal pour professionnaliser le commerce au Portugal.
- 1760 : Fondation du Consulat royal de Barcelone, créé par la chambre de commerce de Barcelone pour former les négociants.
- 1762 : Fondation de l'Académie du commerce de Vienne, fondée par l’impératrice Marie-Thérèse pour former les futurs cadres commerciaux.
- 1791 : Fondation du Collège royal du commerce de Madrid, inspirée de l'École de commerce de Lisbonne.
- 1815 : Fondation de l’Académie de commerce de Paris.
- 1819 : Fondation de l’École supérieure de commerce de Paris (maintenant ESCP Europe), le plus ancien établissement encore en activité[7].
- 1830 : Fondation de la Haute École de Commerce Néerlandaise.
- 1852 : Fondation de la Chambre de Commerce d’Anvers.
- 1868 : Fondation de l’École supérieure de commerce de Venise.
- 1871 : Fondation de l'École supérieure de commerce de Rouen (Neoma Business School depuis 2013).
- 1871 : Fondation de l’ESC Le Havre (devenue EM Normandie).
- 1872 : Fondation de l'École supérieure de commerce de Lyon (devenue EM Lyon Business School).
- 1873: L’école supérieure de commerce de Bordeaux est créée (devenue Kedge Business School).
- 1881 : Fondation de HEC Paris et de la Wharton School, la première école de commerce aux États-Unis.

- 1897 : Fondation de École supérieure de commerce de Montpellier (devenue Montpellier Business School, MBS).
- 1898 : Fondation de la Chicago GSB (aujourd'hui Chicago Booth) qui sera la première a délivrer le grade de PhD.
- 1899 : Fondation de École supérieure de commerce de Dijon (devenue Burgundy School of Business, BSB).
- 1900 : Fondation de l'école supérieure de commerce de Nantes (aujourd'hui Audencia).
- 1903 : 
  - Fondation de l'École supérieure de commerce de Toulouse (devenue TBS Education)[8]
  - Fondation de la Solvay Brussels School of Economics and Management, la première école de commerce fondée par un entrepreneur en Belgique.
- 1905 : Fondation de l'institut commercial de Nancy (ICN)
- 1906 : Fondation de l'EDHEC Business School.
- 1907 :
  - Fondation d'HEC Montréal, la première école de commerce au Canada.
  - Fondation de l’ESSEC, (l’École supérieure des sciences économiques et commerciales) créée par des Jésuites.
- 1908 : Harvard Business School est la première école de commerce a délivrer le diplôme de MBA.
- 1909 : Fondation de l'ESSCA, première école de commerce post-baccalauréat.
- 1917 : Fondation de Copenhagen Business School
- 1919 : Fondation de l'ESC Clermont
- 1919 : Fondation de l'IECS  (maintenant EM Strasbourg)
- 1920 : Fondation de l'École supérieure de commerce de Hanoï, première école de commerce du Vietnam[9].
- 1924 : Fondation de l'École Supérieure de Commerce de Québec à Québec, maintenant FSA ULaval.
- 1928 : Fondation de Reims Management School, (Neoma Business School depuis sa fusion avec Rouen Business School en 2013).
- 1949 : Fondation de l'école de commerce de l’Université de Pretoria, qui est la première à délivrer le diplôme de MBA à l’extérieur des États-Unis.
- 1957 : Fondation de l'INSEAD, à Fontainebleau, France, est la première institution européenne à offrir un programme de MBA.
- 1962 : Fondation de l'ESC Brest (maintenant Brest Business School)
- 1963 : Fondation de l'ISC Paris Business School
- 1975 : Fondation de l'INSEEC School of Business and Economics
- 1984 : Fondation de l'ESC Grenoble (ESCAE) devenue Grenoble Ecole de Management (GEM)
- 1988 : Fondation de l'ESC La Rochelle (Depuis 2018 Excelia)

## Par pays

### Belgique
En Belgique, les écoles de commerce utilisent fréquemment la dénomination « business school » ou « management school » (école de gestion) ou des formulations s'en approchant.
Certaines sont des hautes écoles de type court (de niveau non universitaire), telle que l'EPHEC, et n'offrent que des bacheliers, tandis que d'autres hautes écoles – de type long – vont jusqu'aux masters, comme l'ICHEC. Au niveau universitaire, certaines universités ont fondé leur propre école de commerce : par exemple la Louvain School of Management, faculté de l'université de Louvain ; alors que d'autres ont fondé des écoles de commerce indépendantes (l'ISC Saint-Louis par l'université Saint-Louis - Bruxelles). Finalement, des écoles de gestion initialement autonomes ont rejoint et sont devenues des facultés d'universités, telle qu'HEC Liège ayant fusionné avec l'université de Liège. Seules les facultés d'universités peuvent organiser des doctorats.
Les écoles de commerces sont donc soit publiques, soit relèvent de l'enseignement libre subventionné. En Flandre, certains établissements privés peuvent également être reconnus. On note cette exception pour la Vlerick Business School, institution privée bien que fondée par des instituts autonomes des universités de Louvain et de Gand.

### France
Plusieurs établissements délivrent des diplômes en rapport avec les études de commerce, de gestion et de management. On distingue :
- les Universités et IAE délivrant des diplômes reconnus de droit comme les diplômes de Licence, Licence professionnelle (dont BUT), Master et Doctorat ;
- les lycées délivrant les BTS ;
- les EGC et les ESC délivrant des diplômes qui sont pour certains reconnus de droit comme le diplôme visé, diplôme conférant grade de licence ou de master avec d'un côté des établissements publics ou privés consulaires et de l'autre des établissements privés.

Seules la licence d'économie et les diverses licence professionnelle confèrent le grade de licence.
En France, les écoles de commerce sont accessibles après un concours qui suit le baccalauréat (pour les écoles post-bac), ou après des études dans d'autres établissements (dite « admission sur titres » ou « admission parallèle ») ou bien après un concours suivant des classes préparatoires. L’École supérieure de commerce de Paris (ESCP) est considérée comme étant l'une des plus anciennes institutions dédiées aux affaires dans le monde. Les écoles de commerce françaises font régulièrement l'objet de classements,,,,,,,,,,,.
Les écoles françaises, par exemple, proposent plusieurs types de programmes, incluant des Bachelors (post-bac / undergraduate), Master of Science in Management, MBA, Doctorat, Mastère spécialisé, etc.
À l’instar de l’École Supérieure de Commerce de Paris, les écoles de commerce françaises ont commencé à former des entrepreneurs dès le dix-neuvième siècle mais elles ont attendu les années 1970 pour en faire un axe d'enseignement officiel, d’abord avec quelques cours spécialisés avant d’ouvrir des mastères spécialisés en entrepreneuriat dans les années 1990. Certaines écoles de commerce françaises ont même construit une identité organisationnelle entrepreneuriale depuis les années 1990.

### Québec
Les écoles de commerce et de gestion québécoises sont généralement affiliées à des universités publiques.
Certaines disposent d'une plus grande autonomie que les facultés universitaires, alors que d'autres portent le nom d'école et sont des facultés universitaires régulières.
Parmi ces écoles peuvent être citées:
- École des sciences de la gestion (ESG), école francophone affiliée à l'Université du Québec à Montréal (UQAM)
- École des hautes études commerciales (HEC) de Montréal, école francophone affiliée à l'Université de Montréal (UdM)
- Faculté des sciences de l'administration (FSA ULaval), école francophone affiliée à l'Université Laval à Québec (ULaval)

### Suisse
Le terme "école de commerce" désigne en Suisse une formation d'employé de commerce qui s'acquiert par une formation professionnelle initiale de 3 ou 4 ans en mode dual (école et entreprise), soit dans une école de commerce à plein temps. Elle permet d'exercer un emploi dans les domaines de l'administration au sens large, dans le secrétariat ou la comptabilité. Ses écoles délivrent un certificat fédéral de capacité (CFC) et délivraient auparavant un diplôme de commerce. Elles offrent également la possibilité d'effectuer une maturité professionnelle commerciale, ouvrant l'accès aux hautes écoles de commerce ou à l'université après une année de passerelle.
Elle peut également désigner une filière universitaire ou une Haute École comme :
- Université de Saint-Gall
- HEC Lausanne
- Geneva School of Economics and Management
- Haute École d'ingénierie et de gestion du canton de Vaud (HEIG-VD)
- Haute école spécialisée de Suisse occidentale (HES-SO), Économie et Services
- Haute École de gestion de Genève (HEG-GE)

## Admission
Chaque concours comporte ses propres spécificités.
Certains concours sont au niveau bac, parmi lesquels Accès (ESSCA, IESEG, ESDES), Talent Day (Brest BS) TCME, Passerelle Bachelor, Link, Pass, Team ou encore Sésame (ESSEC BBA, EMLYON BBA, Kedge, EM Normandie, l'ESCE, Neoma Business School, l'Ipag Business School, l'ESAM, etc.).
Parmi les épreuves récurrentes, un exercice d'analyse-synthèse, un de logique et un de langue étrangère. À l'oral, l'entretien individuel de personnalité et de motivation fait partie des incontournables.
Si l'on souhaite rejoindre une école de commerce après un bac+2, 3 ou 4, il faut passer le concours Ambitions+, Tremplin ou Passerelle, Talent Day, Ambitions +.
Néanmoins, la plupart des écoles ont conservé une admission après deux (ou trois) ans de classe préparatoire aux grandes écoles (CPGE), en dehors des standards LMD. Les bacheliers scientifiques intègrent des classes de Écoles de Commerce voie Scientifique (ECS), les bacheliers économie et social (ES), les classes de Écoles de Commerce voie Économique (ECE). On range aussi ces prépas sous le nom de "prépa HEC". L'admission en prépa se fait aussi sur concours, les plus réputés sélectionnant avant le bac les élèves sur dossier, en fonction de leurs notes de l'année, pondérées par la difficulté des lycées. Les meilleurs prépas se situent à Paris (lycée Henri-IV, lycée Louis-le-Grand (ni bac ES, ni d'ECE), lycée Janson-de-Sailly, lycée Carnot...) et attirent des étudiants de toute la France, voire des lycées français de l'étranger. Des prépas privées complètent le système pour les étudiants qui ne parviennent pas à intégrer ces CPGE.[non neutre]
Les concours des écoles les plus prestigieuses, HEC, ESSEC, ESCP, EM Lyon et EDHEC sont majoritairement réussis par les étudiants de prépas.[non neutre]
Passerelles, internats d'excellence et bourses sur critères sociaux, politique de discrimination positive (collégiens de ZEP à Henri-IV), offrent l'opportunité aux élèves les plus méritants d'intégrer cette voie ascendante, au prix d'une intégration, socialisation parfois un peu rude.[non neutre]

## Accréditation
La course à l'international a fait apparaitre des accréditations internationales, certifiant les écoles de commerce pour leur excellence et qualité d'enseignement. Ces labels sont des gages de reconnaissance pour les écoles, et s'obtiennent après un audit et une visite sur site des écoles.
- AMBA, pour Association of Masters of Business Administration, axé sur les MBA;
- EQUIS, pour European Quality Improvement System, un label européen, axé sur la qualité académique des écoles;
- AASCB (en), pour Association to Advance Collegiate Schools of Business : label américain, axé sur la recherche des écoles;
- EPAS, créé par l'EFMD, petit frère de l'EQUIS, axé sur les masters.

## Critiques
Le système des écoles de commerce fait l'objet de critiques,,.
Dans son ouvrage intitulé Entrez rêveurs, sortez manageurs, le journaliste Maurice Midena soutient qu'à partir de 1994, en France, cette filière a gagné en légitimité et attiré « de plus en plus de profils issus de la bourgeoisie », mais que cette légitimité s'appuie essentiellement sur son mode de recrutement sélectif. Il note également que les cours dispensés sont « indigents », et que l'accent est mis sur la vie étudiante, le réseautage et l'engagement associatif, car « partie prenante de la stratégie d’enseignement de l’école qui consiste à désengager les élèves sur le plan scolaire afin de leur permettre d’acquérir un « habitus managérial », un « savoir-être » à même de faire d’eux des cadres opérationnels pour les grandes entreprises », et de recréer les relations hiérarchiques qui prévaudront dans le monde de l'entreprise. L'entre-soi propre à ces méthodes entraîne des dérives, telles que des comportements de harcèlement. Il souligne aussi que le néolibéralisme y est présenté comme un pragmatisme et non comme une idéologie.
L'ex-enseignant britannique en école de commerce Martin Parker soutient l'existence de liens entre le « caractère prédateur du capitalisme » et la formation dispensée en école de commerce, notamment celui du management des ressources humaines, qui présente les êtres humains comme des « ressources technologiques ». Il note aussi que le coût du modèle néolibéral sur l'environnement n'est pas explicité, et que ces écoles encouragent à l'hyperconsommation et aux pratiques antidémocratiques,.